# 维利·霍恩
维利·霍恩（德語：Willi Horn，1909年1月17日—1989年5月31日），德国男子皮划艇运动员。他曾代表德国参加1936年夏季奥林匹克运动会皮划艇比赛，获得男子折叠式皮艇双人10000米银牌。